# Strv 103
Stridsvagn 103 (Strv.103), также известный на Западе как «S-танк» (англ. S-tank — «шведский танк») — шведский основной боевой танк 1960-х годов. Первый в мире серийный танк, в котором использовалась газотурбинная силовая установка. Некоторыми специалистами классифицируется скорее как истребитель танков, что является более корректным с точки зрения классической компоновки танка как машины с вращающейся цельнокрытой башней. Имеет нестандартную безбашенную компоновку с жёстко закреплённым в лобовом листе корпуса орудием, наведение которого в горизонтальной плоскости осуществляется поворотом корпуса танка, а в вертикальной — наклоном корпуса с помощью электрогидравлической системы, связанной с подвеской.
Отличался низким силуэтом с акцентом на выживаемость танка и повышенный уровень защиты экипажа. Конструктор танка — Свен Берге (шв. Sven Berge (1919—2004)).
Strv 103 был создан в 1956—1961 годах для замены в шведской армии британских средних танков «Центурион». Серийное производство танка осуществлялось с 1966 по 1971 год, всего было выпущено 335 танков этого типа. Strv 103 составляли основу танкового парка Швеции вплоть до 1990-х годов, когда они были заменены современными основными боевыми танками «Леопард-2» (Strv 121) и сняты с вооружения.

## История создания
В первые послевоенные годы в Швеции новых танков не разрабатывалось. В 1953 году в Великобритании было закуплено 80 танков «Центурион» Мк 3 с 83,4-мм пушками, получивших обозначение Strv 81, что означало «танк с орудием калибра 8 см, тип первый», а позже ещё около 270 танков «Центурион» МК 10 со 105-мм пушками, обозначенные как Strv 101. Позже Strv 81 также получили 105-мм орудия и стали известны как Strv 102. Однако, все эти машины не вполне удовлетворяли шведскую армию, поэтому с середины 1950-х годов началось изучение возможности и целесообразности создания собственного танка. При этом военное руководство исходило из следующей концепции: танк — совершенно необходимый элемент в системе обороны Швеции в настоящее время и в обозримом будущем, особенно для защиты открытых районов на юге страны и вдоль побережья Балтийского моря. Особенности Швеции: малая численность населения (8,3 млн чел.) при большой территории (450000 км2), протяжённость границ (1600 км с севера на юг), многочисленные водные преграды (свыше 95000 озёр), короткий срок службы в армии. Поэтому шведский танк должен иметь лучшую, чем у танка «Центурион», защиту, превосходить его по огневой мощи, а подвижность танка (включая способность преодолевать водные преграды) должна быть на уровне лучших мировых образцов. В соответствии с этой концепцией был разработан танк Strv 103, известный также как танк S (швед. Stridsvagn S).
В 1960 году фирма «Бофорс» получила заказ армии на 10 опытных машин, и в 1961 году представила два опытных образца. После доработок танк был принят на вооружение под обозначением «S» и поставлен на производство в 1966 году.
Летом 1963 года проходили полевые испытания двух опытных прототипов, сведения о новом танке были опубликованы в западной военной печати. И пушка и четыре танковых пулемёта были вмонтированы неподвижно в лобовую бронеплиту. Зафиксированное положение ствольного вооружения препятствовало его наведению на цели в горизонтальной и вертикальной плоскости, но в то же время значительно упрощало работу систем автоматического заряжания. Танк проектировался плавающим, что было немаловажным в условиях шведской местности. Хотя экипаж танка нормативно состоял из трёх человек, танком может управлять и вести огонь из него на ходу один человек.
Доводочные испытания танка проводились в 1973 году по совместной шведско-швейцарской программе военно-технического сотрудничества на швейцарских горных полигонах (соответственно, в Швеции проходили испытания швейцарского ОБТ Panzer 68).

## Конструкция

### Броневой корпус
Броневой корпус — сварной, внутри разделён на три отделения: силовое — в носовой части, боевое — в средней части и вспомогательное — в кормовой части машины.
Толщина лобовых бронедеталей, установленных под большими углами составляет от 50 до 60 мм, что даёт величину приведённой толщины более 280 мм. Дополнительную защиту в области нижней лобовой детали обеспечивает установленное оборудование для самоокапывания (бульдозерный отвал). На верхних лобовых панелях выполнены перпендикулярные рёбра для предотвращения рикошетирования пуль стрелкового оружия и снарядов малокалиберных пушек в сторону приборов наблюдения и управления огнём. Расположенное в передней части корпуса силовое отделение и боевое отделение, с находящимся в нём экипажем, разделяет сплошная перегородка толщиной 25 мм.
Толщина бортовой брони на вертикальных участках составляет от 50 мм до 38 мм в зонах за катками. Борта прикрыты противокумулятивными экранами, роль которых в зоне ходовой части выполняют съёмные ёмкости для топлива. Толщина верхней части корпуса 20-25 мм, при этом значительная её часть также выполнена с углами наклона 70 и более градусов от вертикали. В кормовой, наименее защищённой проекции, установлена броня толщиной 30 мм под углом 45 градусов.
Бронекорпус выполнен из гомогенных броневых листов. Однако применение крайне больших углов установки бронедеталей корпуса в сочетании с экранами и противокумулятивными решётками обеспечивает необходимый уровень защиты при минимальных массо-габаритных параметрах. Для защиты экипажа и повышения выживаемости танка в целом также использованы особенности компоновки машины. Экипаж прикрыт в лобовой проекции элементами силовой установки, расположенной в передней части машины, а при одиночном поражении может быть выведен из строя только один из двух двигателей, разнесённых по бортам корпуса: танк в таком случае сможет уйти из-под огня с использованием оставшегося двигателя, при условии исправности трансмиссии.

### Вооружение
На первых предсерийных образцах было установлено 105-мм шведское орудие L/62 «Bofors» с эжекционным устройством. Отличалось от британского орудия L7 увеличенной длиной ствола (62 клб. вместо 52 клб.) и наличием автомата заряжания.
Основным орудием серийных танков является лицензионная нарезная 105-мм пушка L74, жёстко закреплённая в лобовом бронелисте корпуса машины, с механизмом автоматического заряжания. Автомат заряжания и стационарно установленное орудие обеспечивают высочайший темп стрельбы до 15 выстрелов в минуту. Стрельба, как правило, ведётся только с места и коротких остановок. Стрельба в движении не исключается, но не обеспечивает точности попадания на сколь-либо значительном расстоянии. Во время стрельбы гильзы выбрасываются из танка через специальный люк, расположенный в корме танка, который открывается при откате пушки. Боекомплект машин первых серий включал выстрелы с бронебойно-подкалиберными снарядами типа APDS-T. Позднее в 1970-е годы Швеция приняла на вооружение израильский выстрел M111 с бронебойным оперённым подкалиберным трассирующим снарядом (БОПТС), заменившим выстрел APDS-T. Типовая комплектация боезапаса включала 25 выстрелов БОПТС, 20 выстрелов с осколочно-фугасным снарядом и пять дымовых выстрелов. Загрузка боеприпасов осуществляется непосредственно в автомат заряжания через специальные люки в задней части танка, полное снаряжение боекомплекта занимает 10-15 минут.
В качестве дополнительного вооружения на танке установлены три 7,62-мм пулемёта: два курсовых 7,62-мм пулемёта установлены на левой стороне корпуса и один 7,62-мм зенитный пулемёт — на командирской башенке.
По обеим сторонам установки зенитного пулемёта расположены два четырёхствольных гранатомёта, которые могут использоваться для постановки дымовых завес. На крыше корпуса также расположены пусковые установки осветительных ракет с дальностью стрельбы до 1,5 км, что необходимо для подсветки целей в тёмное время без использования активных приборов ночного видения, демаскирующих танк.

### Средства наблюдения и связи
Командир танка и водитель-наводчик имеют идентичные перископические бинокулярные приборы с изменяемой кратностью от 6 до 18, используемые для наблюдения, поиска целей и наведения орудия. Прибор командира может поворачиваться вместе с командирской башенкой, прибор наводчика зафиксирован по продольной оси машины. При обнаружении цели командир может передать целеуказание наводчику в автоматическом режиме. Также имеются однократные перископические приборы для наблюдения в других направления, отличных от направления основного прибора.

### Двигатель и трансмиссия
Впервые в мире на танке были установлены два разнотипных двигателя, газотурбинный и дизельный. Основной двигатель — многотопливный дизель К-60 мощностью 240 л. с. производства фирмы «Роллс-Ройс», второй дополнительный двухвальный газотурбинный «Боинг 502», мощностью 330 л. с. производства фирмы «Боинг», также в модификации C был установлен новый ГТД мощностью 490 л. с. «Боинг 553» производства фирмы «Боинг».
Трансмиссия позволяет использовать мощность как от двух двигателей одновременно, так и от каждого по отдельности. Для движения используется двухступенчатая коробка передач.

### Ходовая часть и подвеска.
Ходовая часть танка состоит из специальной электрогидравлической подвески, металлических гусениц с обрезиненными подушками, четырёх опорных катков на борт, ведущих колёс переднего расположения и направляющих катков, расположенных сзади.
Управляемая гидравлическая подвеска позволяет как изменять клиренс, так и управлять креном в продольном направлении. Таким образом за счёт изменения крена осуществляется наведение орудия на цель в вертикальной плоскости. Для наведения по азимуту используется поворот всего корпуса машины. Поворот на 90 градусов, в зависимости от грунта занимает 2-3 секунды. Точность работы подвески позволяет осуществлять наведение орудия для эффективной стрельбы на дальность до 4000 м. Автоматическая система управления после выстрела возвращает подвеску в положение соответствующее положению до выстрела, что упрощает повторное прицеливание.

### Органы управления
В силу специфической компоновки механик-водитель является фактически и наводчиком. Рабочее место командира оборудовано, помимо приборов наблюдения/прицеливания, собственными приводами управления, при необходимости он может брать функции механика-водителя на себя, осуществляя, таким образом, самостоятельное наведение оружия и поражение цели. Данный танк является единственной в своём роде машиной на которой боевое применение в полной мере может осуществлять один член экипажа. Третий член экипажа — радист, расположенный лицом к корме, также имеет дублирующие органы управления движением и может при необходимости брать управление на себя. Благодаря этому скорость танка при движении задним ходом в сравнимых условиях равна скорости прямолинейного движения вперёд.

## Модификации
- Strv-103В — модифицированный танк, оснащённый новым газотурбинным двигателем мощностью 490 л. с., инфракрасными приборами и лазерным дальномером. На танк может монтироваться бульдозерное оборудование, используемое для подготовки огневой позиции, а также для расчистки завалов и обеспечения подходов к водным преградам. Серийно производился с 1969 по 1971 год.
- Strv-103C — модифицированный танк, оснащённый дополнительной бронёй в передней части корпуса. Улучшенный двигатель, новая система управления огнём «Бофорс Аэротроникс» с цифровым баллистическим вычислителем и усовершенствованным прицелом наводчика. В состав боекомплекта введён разработанный в Израиле оперённый подкалиберный снаряд M111, также установлен двуствольный 71-мм гранатомёт «Бофорс Лиран» для осветительных гранат. Новые резинометаллические траки[6]. Серийно производился с 1984 по 1989 год.
- Strv-103D — последняя модификация, которая была предложена компанией Bofors в начале 90-х годов. Работы включали установку нового ГТД увеличенной мощности, наращивание брони установкой динамической защиты, модернизацию СУО. Машина была оснащена элементами технического зрения, чтобы убрать огромные мёртвые зоны у экипажа. Машина была выполнена в единственном экземпляре, так как Швеция выбрала для закупки немецкие «Леопард-2».

## Оценка машины
Strv 103 обладал уникальной гусеничной подвеской и мощным орудием, а низкий силуэт танка и возможность быстрого движения задним ходом отлично подходили для организации засад, схема бронирования обеспечивала высокую защищённость экипажа при обстреле с фронта. Машина была создана в соответствии с принятой шведской армией тактикой применения танковых подразделений и с привязкой к местности, в которой ей предстояло использоваться. Швеция не планировала участие в крупных наступательных операциях или действиях за границей (придерживаясь нейтрального статуса), а основной тактической задачей являлся оборонительный бой против наступающих танков и лёгкой бронетехники Советского Союза, как единственного вероятного противника на европейском ТВД. В силу того, что скандинавское направление представлялось второстепенным, предполагалось, что наиболее современные советские танки будут действовать на других направлениях (центральной и западной Европы), а шведским танкам предстоит противодействовать более старым бронемашинам, таким как Т-55 и Т-62, а также БМП. Для выполнения подобных задач Strv-103 долгое время оставался достаточно эффективным с учётом проведённых модернизаций силовой установки и СУО.
Вместе с несомненными достоинствами танк имел и ряд недостатков. Так, не обладая вращающейся башней, Strv-103 требовал доворота корпуса на цель в случае её появления на флангах, при этом в сторону противника становились обращены менее защищённые боковые проекции. А в случае повреждения ходовой части танк становился полностью беспомощным. Отсутствие башни также затрудняло наблюдение за полем боя и поиск целей. Сложная двухдвигательная силовая установка была трудоёмка в обслуживании и не отличалась высокой надёжностью. Несмотря на эффективную схему бронирования машина существенно уступала в защищённости ОБТ, появившимся в 1960-70 годах. Также к существенным недостатком танка можно отнести его высокую стоимость, обусловленную уникальной конструкцией и общей дороговизной производства в Швеции.
Танк Strv-103 занял достойное место в истории мирового танкостроения и продемонстрировал неординарный подход шведских конструкторов к решению поставленных перед ними задач. В настоящее время после снятия с вооружения с Strv-103 можно ознакомиться во многих технических музеях мира и оценить этот образец инженерного искусства.